# 卵叶革苞菊
卵叶革苞菊（学名：Tugarinovia mongolica var. ovatifolia）为菊科革苞菊属下的一个变种。

## 扩展阅读
- 維基物種上的相關：卵叶革苞菊